# Гомес, Педро Даниэль
Педро Даниэль Гомес Крус (исп. Pedro Daniel Gómez Cruz; род. 31 декабря 1990, Мехико) — мексиканский легкоатлет, специалист по спортивной ходьбе. Выступает за сборную Мексики по лёгкой атлетике с 2005 года, обладатель бронзовой медали Кубка мира, победитель и призёр первенств национального значения, участник летних Олимпийских игр в Рио-де-Жанейро.

## Биография
Педро Даниэль Гомес родился 31 декабря 1990 года в Мехико.
Впервые заявил о себе на международном уровне в сезоне 2005 года, когда вошёл в состав мексиканской национальной сборной и выступил на юношеском мировом первенстве в Марракеше, где финишировал четвёртым в программе ходьбы на 10000 метров.
В 2006 году выиграл серебряную медаль в дисциплине 5000 метров на юношеском первенстве Центральной Америки и Карибского бассейна в Порт-оф-Спейн.
В 2007 году побывал на юношеском мировом первенстве в Остраве, откуда привёз награду серебряного достоинства, полученную в ходьбе на 10000 метров.
В 2008 году стартовал на Кубке мира в Чебоксарах, где занял 44-е место в личном зачёте 20 км и стал четвёртым в командном зачёте. Помимо этого, был шестым в дисциплине 20 км на иберо-американском чемпионате в Икике и девятым в дисциплине 10000 метров на юниорском мировом первенстве в Быдгоще.
В 2009 году на Панамериканском кубке в Сан-Сальвадоре финишировал четвёртым на дистанции 20 км и тем самым помог своим соотечественникам выиграть мужской командный зачёт. Также одержал победу в ходьбе на 10000 метров на юниорском панамериканском первенстве в Порт-оф-Спейн, занял 27-е место в дисциплине 20 км на чемпионате мира в Берлине.
В 2010 году на домашнем Кубке мира в Чиуауа показал 14-й результат в личном зачёте 20 км и стал бронзовым призёром в командном зачёте. На Играх Центральной Америки и Карибского бассейна в Маягуэсе финишировал в той же дисциплине пятым.
На Кубке мира 2012 года в Саранске занял 26-е место в личном зачёте 20 км и стал шестым в командном зачёте.
В 2014 году финишировал шестым на дистанции 20 км на Играх Центральной Америки и Карибского бассейна в Веракрусе.
Благодаря череде удачных выступлений удостоился права защищать честь страны на летних Олимпийских играх 2016 года в Рио-де-Жанейро — в ходьбе на 20 км показал результат 1:22:22, расположившись в итоговом протоколе соревнований на 23-й строке.
После Олимпиады в Рио Гомес остался действующим спортсменом и продолжил принимать участие в различных легкоатлетических стартах. Так, в 2017 году он отметился выступлением на чемпионате мира в Лондоне, где в дисциплине 20 км с результатом 1:24:11 занял 43-е место.